# Goioerê
Goioerê är en kommun i Brasilien.   Den ligger i delstaten Paraná, i den södra delen av landet, 1 100 km sydväst om huvudstaden Brasília. Antalet invånare är 29 024.
Trakten runt Goioerê består till största delen av jordbruksmark. Runt Goioerê är det glesbefolkat, med 16 invånare per kvadratkilometer.